# Warner (Adelsgeschlecht)

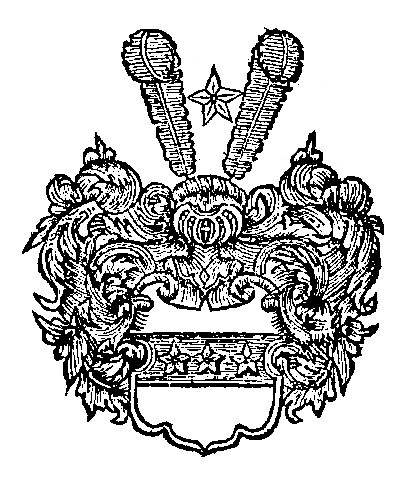
Familienwappen derer von Warner

Warner (auch von Warner, von Werner) ist der Name eines bremischen Adelsgeschlechts, welches aus Schottland stammen soll und im Land Kehdingen geblüht hat.

## Geschichte
Die Warner haben in älteren Zeiten das „von“ nie getragen. Laut Mushard stammt dieses Geschlecht von dem schottischen Edelmann Gilbertus Warner ab, welcher sich zum Kreuzzug nach Livland begab und sich dort dem Schwertbrüderorden anschloss. Er heiratete im Jahre 1224 Margareta von Tiesenhausen, mit der er drei Söhne hatte:
- Alexander, Bischof von Dorpat,
- Engelbert, Ordensbruder des Schwertbrüderorden und
- Heinrich, Marschall beim dritten Heermeister Diedrich von Gröningen.

Durch die Ehe Heinrichs mit der Schwester des Heermeisters, Margareta von Gröningen, soll er schließlich ins Bremische gekommen sein und somit Stammvater aller Warner im Land Kehdingen sein.
Heinrich Warners Nachfahre, Augustin Warner, kam um 1400 an Besitzungen in der Hörne vor Stade und nannte sein Gut Warnerhörn. Dieses Gut blieb für viele Generationen im Besitz der Familie und kann als Stammsitz des Geschlechts gesehen werden. Weitere Besitzungen in Kehdingen lagen in Ritsch, Hamelwörden und Drochtersen.

## Angehörige
- Augustin Warner, königlich-dänischer Kapitän
- Johann Paul von Werner (1707–1785), Chef des Husaren-Regiments Nr. 6 (braune Husaren)
- Friedrich von Werner (* 1819), Bürgermeister von Stolberg, preußischer Lieutenant
- Fritz von Werner (1892–1978), Richter am Bundesgerichtshof (1951–1960)

## Wappen
Blasonierung: In Silber ein blauer Balken belegt mit drei silbernen fünfstrahligen Sternen. Auf dem blau-silbern bewulsteten Helm mit blau-silbernen Decken zwischen zwei blauen Straußenfedern ein silberner fünfstrahliger Stern.